# Belrose, New South Wales
Belrose este o suburbie în Sydney, Australia.